# (9018) 1987 JG
(9018) 1987 JG (1987 JG, 1991 OQ) — астероїд головного поясу, відкритий 5 травня 1987 року.
Тіссеранів параметр щодо Юпітера — 3,571.